# Christchurch Bay
Christchurch Bay är en vik i Storbritannien.   Den ligger i riksdelen England, i den södra delen av landet, 140 km sydväst om huvudstaden London.